# Чубенко Олександр Андрійович
Олександр Андрійович Чубенко (4 серпня 1896 — 1942) — підполковник Армії УНР.

## Життєпис
Народився в м. Радомишль на Київщині. Останнє звання у російській армії — прапорщик.
З весни 1918 р. — старшина Запорізького кінно-гірського гарматного дивізіону Армії УНР, Армії Української Держави, військ Директорії, Дієвої армії УНР. У 1920–1922 рр. — командир 2-го дивізіону Окремої кінно-гірської гарматної бригади.
У 1928 р. закінчив економічно-кооперативний факультет Української господарської академії у Подєбрадах, потому виїхав на Волинь, працював інженером. У 1942 р. був заарештований нацистами. Подальша доля невідома.